# Forteresse
Forteresse — канадская блэк-метал-группа из Квебека. В нынешний состав входят участники таких групп, как Ephemer, Cantique Lépreux, Déliquescence и Grimoire. За время своего существования Forteresse получили высокие оценки от музыкальных критиков и были причислены к легендам канадского и квебекского блэк-метала.

## История
Группа была сформирована в 2006 году в Квебеке музыкантами Moribond и Athros. В том же году группа выпустила свой первый студийный альбом под названием Métal Noir Québécois. В отличие от большинства блэк-метал-групп, Forteresse затрагивают не тему сатанизма, а квебекский национализм.
В 2008 году вышел их второй альбом, Les Hivers de notre époque, который был тепло принят критиками. В 2009 году к группе присоединился Fiel. В 2010 году группа выпустила свой третий студийный альбом Par hauts bois et vastes plaines. В 2011 году группа выпустила альбом Crépuscule d’octobre.
После пяти лет молчания, в начале 2016 года, Forteresse анонсировали новый студийный альбом под названием Thèmes pour la rébellion, релиз которого состоялся 24 июня на лейбле Sepulchral Productions. Первая песня одноимённого альбома воспевает патриотическое сопротивление жителей Квебека британским колонизаторам. 
В июле 2016 года издание Metal Insider поставило группу на второе место в пятёрке лучших канадских блэк-метал групп.

## Состав
- Athros — вокал, ложки, гитара, клавишные
- Fiel — ударные
- Matrak — гитара
- Moribond — гитара, бас-гитара

## Дискография

### Студийные альбомы
- Métal noir québécois (2006)
- Les Hivers de notre époque (2008)
- Par hauts bois et vastes plaines (2010)
- Crépuscule d’octobre (2011)
- Thèmes pour la rébellion (2016)

### EP
- Traditionalisme (2007)

### Сплиты
- Brume D’Automne / Forteresse (2010)
- Forteresse/Chasse-Galerie/Monarque/Csejthe — Légendes (2014)

### Демо
- Une nuit pour la patrie (2011)
- Récits Patriotiques (2017)